# Oenothera glazioviana
Oenothera glazioviana es una especie de planta con flores de la familia de las onagras conocida con los nombres comunes de onagra de flores grandes  y onagra de sépalo rojo .  Anteriormente se creía que Oenothera lamarckiana era una especie diferente, pero ahora se la considera sinónimo de O. glazioviana .
La planta se puede encontrar en lugares dispersos en todo el mundo, principalmente como una especie introducida . Se originó en Brasil .
Durante mucho tiempo se ha cultivado como planta ornamental . En algunos lugares se ha convertido en una especie invasora .

## Descripción
Oenothera glazioviana es generalmente una hierba bienal que produce un tallo erecto de aproximadamente 1,5 metros (4,9 pies) en altura máxima. Tiene una textura aproximadamente peluda, los pelos con ampollas rojizas o bases glandulares. Las hojas arrugadas miden hasta 15 centímetros de largo.
La inflorescencia es una vistosa espiga de muchas flores grandes. Cuando está en capullo, los largos sépalos rojos son visibles. Cuando florece, cada flor tiene cuatro pétalos de color amarillo brillante de hasta 5 centímetros de largo que se vuelven de color naranja a rojo con la edad. El fruto es una cápsula en forma de lanza de 2 o 3 centímetros de largo.

## Taxonomía
Oenothera glazioviana fue descrita por primera vez por Marc Micheli en 1875. Originaria de Brasil, se ha naturalizado en muchos países y ha adquirido una gran cantidad de sinónimos .

### Oenothera lamarckiana
Hace aproximadamente un siglo, se creía que había una especie diferente, ya sea nativa de algún lugar oscuro y desconocido en América del Norte, desde donde se había extendido rápidamente por todo el mundo, o más probablemente una nueva especie que había evolucionado muy recientemente en las últimas décadas, posiblemente en Europa a partir de un híbrido de otras dos especies, y desde allí se había convertido en una maleza común. Estas teorías surgieron del hecho de que, aunque la especie ahora era una especie común, y aunque era una especie obviamente sorprendente que los botánicos probablemente no pasarían por alto, solo se había registrado en tiempos recientes, y nunca en un estado verdaderamente salvaje. En su momento este taxón fue importante para el flamante estudio de la genética, el debate sobre la causa de la evolución, ya fuera la selección natural o alguna de las alternativas, como el mutacionismo, y en particular para el descubrimiento de la poliploidía . Más tarde se descubrió que, de hecho, ya había sido descubierta y descrita por un botánico en Brasil solo unas décadas antes, en 1875, como Oenothera glazioviana, y probablemente se había extendido por todo el mundo desde entonces, pero esto aparentemente había sido pasado por alto de alguna manera.

## Distribución
Oenothera glazioviana es originaria de Brasil . Se cultiva como planta ornamental, y se ha naturalizado en muchos países del mundo, como Gran Bretaña e Irlanda, donde es la especie más común de su género.

## Ecología
Bajo el sinónimo Oenothera lamarckiana, se describe como una planta muy adaptable: sin embargo, necesita pleno sol, humedad media y suelos bien drenados. Se cultiva fácilmente a partir de semillas. Comenzó a cultivarse en jardines europeos durante el siglo XIX.